# Jean-Baptiste de Lamarck
Jean-Baptiste de Lamarck (fullständigt namn: Jean-Baptiste Pierre Antoine de Monet de Lamarck), född 1 augusti 1744 i Bazentin-le-Petit, Picardie, Frankrike, död 18 december 1829 i Paris, var en fransk biolog. 

## Biografi
de Lamark var den förste vetenskapsman som lade fram en evolutionsteori, den så kallade Lamarckismen. Släkten Monet, riddare av de Lamarck, härstammar från Béarn. 
Efter att några år ha ägnat sig åt den militära banan, som han på grund av en skada tvingades lämna, begav sig Lamarck till Paris för att studera medicin och naturvetenskap. Redan tidigare var han intresserad av botanik och fortsatte nu studierna i detta ämne och väckte snart uppmärksamhet genom sin 1778 utgivna Flore française (3 band), ett viktigt arbete för kunskapen om Frankrikes flora. År 1788 anställdes han vid Jardin du roi som botaniker, och övertog 1793 en av professurerna i zoologi vid det nyinrättade Muséum d'histoire nautrelle och tilldelades som sitt forskningsområde de lägre djuren, vilkas systematik ännu var tämligen obehandlad.
Trots att han då han började studera detta område var nära 50 år gammal skaffade han sig snart en stor kunskap inom området. År 1794 skapade Lamarck indelningen i vertebrater och evertebrater, 1799 skilde han insekterna från kräftdjuren. År 1800 uppställde han gruppen spindlar, 1802 skilde han ur annelider som undergrupp till maskarna och så vidare. År 1809 utkom hans Système des animaux sans vertèbres och 1815-22 Histoire naturelle des animaux sans vertèbres (7 band).
I sitt arbete med att kartlägga insekterna och dess stora variation kom Lamarck att bli alltmer övertygad om att arter hade förändrats över tid. Lamarck hade svårt att skapa bevis för sina tankegångar som mestadels byggde på antaganden. Han tänkte sig jordelivet som en kontinuerlig "skapelsekedja". Längst ned i kedja befann sig primitiva organismer och djur som enbart krävde enkla omständigheter för att överleva. Skapelsens krona, människan befann sig högst upp. Lamarck antog att organismer i takt med att de strävade efter perfektion kunde förvandlas och anpassas efter sin omgivning. Ändrade förutsättningar ledde till att djuren anpassade sig efter dem, vilket slutligen blev en återkommande vana. Genom ändrat levnadssätt kom även organen att permanent förändras. Lamarck kallade processen transmutation.
Redan 1802 skrev han Det går inte att anta att någon art gått förlorad eller är utdöd. I sitt verk Philosophie Zoologique lade han 1809 fram sina teorier. Lamarck mötte hårt motstånd för sina teorier, och hade svårt att hitta någon förläggare som ville ge ut hans skrifter. Särskilt Georges Cuvier blev en skarp kritiker som bland annat avrådde Napoleon från att ta emot något exemplar av Philosophie Zoologique. William Conybeare hörde till en annan av Lamarcks hårda kritiker. Lamarck fick dock lärjungar, främst Étienne Geoffroy Saint-Hilaire.
På åldern försvagades Lamarcks syn alltmera. Under de sista 10 åren av sitt liv var han blind och kunde endast genom diktamen avsluta Histoire naturelle des animaux sans vertèbres.
Lamarcks hypotes kom att motbevisas, med avseende på det faktum att han åberopade delvis falska observationer, men han hade ändå slagit in på det spår som Charles Darwin kom att fullfölja (i och för sig utan att därvid ha inspirerats av Lamarck).
Auktorsnamnet Lam. kan användas för Jean-Baptiste de Lamarck i samband med ett vetenskapligt namn inom botaniken; se Wikipediaartiklar som länkar till auktorsnamnet.
Auktorsnamnet Lamk. kan användas för Jean-Baptiste de Lamarck i samband med ett vetenskapligt namn inom botaniken; se Wikipediaartiklar som länkar till auktorsnamnet.

## Eftermäle
Nedslagskratern Lamarck på månen och asteroiden 7296 Lamarck är uppkallade efter Jean-Baptiste de Lamarck.